# Championnat de Côte d'Ivoire de football 2013-2014
Navigation
2012-2013 2014-2015
Le Championnat de Côte d'Ivoire de football 2013-2014 est la cinquante-sixième édition du Championnat de Côte d'Ivoire de football. La ligue oppose les quatorze meilleurs clubs ivoiriens en un tournoi aller-retour hebdomadaire. En fin de saison, les deux derniers du classement sont relégués et remplacés par les deux meilleurs clubs de deuxième division.
C'est le tenant du titre, le Séwé Sports, qui s'impose à nouveau en championnat après avoir terminé en tête du classement final, avec deux points d'avance sur le SC Gagnoa et sept sur l'ASEC Mimosas. Il s'agit du troisième titre de champion de Côte d'Ivoire de l'histoire du club.
| \| ASEC Africa Sports Stella d'Adjamé JC Abidjan SO Armée SC Gagnoa AS Tanda ASI Abengourou Séwé Sports Denguelé Sports CO Bouaflé CO Korhogo USC Bassam AFAD \| Localisation des clubs engagés dans le championnat. |
| ASEC Africa Sports Stella d'Adjamé JC Abidjan SO Armée SC Gagnoa AS Tanda ASI Abengourou Séwé Sports Denguelé Sports CO Bouaflé CO Korhogo USC Bassam AFAD                                                           |

## Les participants
Légende des couleurs
- Qualifié pour la Ligue des champions de la CAF 2014
- Qualifié pour la Coupe de la confédération 2014
- Promu de Ligue 2

| Club             | Ville        | Classement 2012-2013 | Stade                                         | Capacité      |
| ---------------- | ------------ | -------------------- | --------------------------------------------- | ------------- |
| ASI d'Abengourou | Abengourou   | 10                   | Stade d'Abengourou                            | 3 000         |
| JC Abidjan       | Abidjan      | 6                    | Stade municipal d'Abidjan                     | 20 000        |
| Stella d'Adjamé  | Abidjan      | 5                    | Stade Robert-Champroux                        | 20 000        |
| Africa Sports    | Abidjan      | 9                    | Stade Robert-Champroux                        | 20 000        |
| ASEC Mimosas     | Abidjan      | 2                    | Stade Félix-Houphouët-Boigny                  | 35 000        |
| SOA              | Yamoussoukro | 12                   | Stade de Yamoussoukro, Stade Robert-Champroux | 5 000, 20 000 |
| USC Bassam       | Grand-Bassam | 8                    | Stade de Bassam                               | 3 000         |
| CO Bouaflé       | Bouaflé      | 1 (Ligue 2)          | Stade municipal de Bouaflé                    | 3 000         |
| AFAD Djékanou    | Djékanou     | 3                    | Stade Robert-Champroux                        | 20 000        |
| SC Gagnoa        | Gagnoa       | 4                    | Stade Victor Biaka Boda                       | 20 000        |
| CO Korhogo       | Korhogo      | 11                   | Stade municipal de Korhogo                    | 3 000         |
| Denguelé Sports  | Odienné      | 7                    | Stade El Hadj Mamadou Coulibaly               | 3 000         |
| Séwé Sports      | San-Pédro    | 1                    | Stade Auguste Denise                          | 8 500         |
| AS Tanda         | Tanda        | 2 (Ligue 2)          | Stade municipal de Tanda                      | 3 000         |

## Compétition
Le barème utilisé pour le classement est le suivant :
- Victoire : 3 points
- Match nul : 1 point
- Défaite, abandon ou forfait : 0 point

### Classement
| Rang | Équipe           | Pts | J  | G  | N  | P  | Bp | Bc | Diff |
| ---- | ---------------- | --- | -- | -- | -- | -- | -- | -- | ---- |
| 1    | Séwé Sports T    | 57  | 26 | 17 | 6  | 3  | 36 | 14 | +22  |
| 2    | SC Gagnoa        | 55  | 26 | 17 | 4  | 5  | 43 | 25 | +18  |
| 3    | ASEC Mimosas C   | 50  | 26 | 14 | 8  | 4  | 34 | 17 | +17  |
| 4    | SOA              | 37  | 26 | 10 | 8  | 8  | 28 | 22 | +6   |
| 5    | AFAD Djékanou    | 36  | 26 | 9  | 9  | 8  | 26 | 25 | +1   |
| 6    | AS Tanda P       | 34  | 26 | 8  | 10 | 8  | 17 | 21 | -4   |
| 7    | Stella d'Adjamé  | 32  | 26 | 6  | 10 | 7  | 20 | 22 | -2   |
| 8    | Denguelé Sports  | 30  | 26 | 8  | 6  | 12 | 24 | 27 | -3   |
| 9    | Africa Sports    | 30  | 26 | 8  | 6  | 12 | 22 | 27 | -5   |
| 10   | ASI d'Abengourou | 30  | 26 | 8  | 6  | 12 | 22 | 30 | -8   |
| 11   | CO Korhogo       | 30  | 26 | 9  | 3  | 18 | 18 | 26 | -8   |
| 12   | JC Abidjan       | 30  | 26 | 8  | 6  | 12 | 20 | 31 | -11  |
| 13   | USC Bassam       | 28  | 26 | 5  | 13 | 8  | 22 | 24 | -2   |
| 14   | CO Bouaflé P     | 15  | 26 | 3  | 6  | 17 | 15 | 36 | -21  |

|  | Qualification pour la Ligue des champions de la CAF 2015 |
|  | Qualification pour la Coupe de la confédération 2015     |
|  | Relégation directe en deuxième division                  |
|  | T : Tenant du titre P : Promu de D2                      |

## Bilan de la saison
| Championnat de Côte d'Ivoire de football 2013-2014 |                        |
| Champion                                           | Séwé Sports (3e titre) |
| Coupes et trophées                                 |                        |
| Vainqueur de la Coupe de Côte d'Ivoire 2013-2014   | ASEC Mimosas           |
| Vainqueur de la Coupe de la Ligue 2014             | SOA                    |
| Qualifications continentales                       |                        |
| Ligue des champions de la CAF 2015                 | Séwé Sports            |
| Coupe de la confédération 2015                     | ASEC Mimosas           |
| Promotions et relégations                          |                        |
| Promus en Ligue 1                                  | Bouaké FC              |
| Promus en Ligue 1                                  | Stade d'Abidjan        |
| Relégués en Ligue 2                                | USC Bassam             |
| Relégués en Ligue 2                                | CO Bouaflé             |